# Ramabai Nagar (dystrykt)
Ramabai Nagar (dystrykt) – dystrykt znajdujący się w Uttar Pradesh w północnych Indiach. Stolicą dystryktu jest miasto Akbarpur.